# Thomas Kaarsted
Thomas Kaarsted (født 5. maj 1968) er en dansk forfatter, historiker, biblioteksleder, og forhenværende forlagsdirektør. Han er souschef ved Syddansk Universitetsbibliotek.
Kaarsted beskæftiger sig med borgervidenskab, digital dannelse og læringsrum.. Han er medforfatter til bogen “De Sidste Amatører” (2012) og har skrevet flere anmeldelser og artikler i diverse aviser og fagmagasiner.
Thomas Kaarsted har udgivet tre kriminalromaner i serien om psykologen Conor Becker: "Steder tiden har glemt” (2020), “Lyset skjuler alle synder” (2022) og “Slangedræberen” (2024). 
Thomas Kaarsted er søn af den danske historiker og forfatter, Tage Kaarsted.